# Bro kyrka, Västmanland
Bro kyrka är en kyrkobyggnad i Köpings kommun. Den är församlingskyrka i Malma församling, Västerås stift.

## Kyrkobyggnaden
Kyrkan består av ett långhus med tresidigt kor i öster och torn i väster. Norr om koret finns en vidbyggd sakristia.

### Tillkomst och ombyggnader
Den ursprungliga kyrkan med torn uppfördes på 1200-talet. Sakristian uppfördes något senare, möjligen omkring år 1300. Nuvarande tresidiga kor kan vara ursprungligt eller möjligen tillbyggt på 1400-talet. Under senare delen av 1400-talet försågs kyrkorummet med nuvarande tre stjärnvalv. Samtidigt byggdes ett vapenhus i söder som numera är rivet. 1635 försågs tornet med en hög, spetsig tornspira. Den 29 maj 1723 slog blixten ner i tornspiran som brann upp tillsammans med långhusets yttertak. Dessa återuppbyggdes samma år. Åren 1841–1842 revs den medeltida sakristian och ersattes med en ny. Tornets klockvåning tillkom 1853 efter en ritning av Johan Fredrik Åbom. 

## Inventarier
- Dopfunten är kyrkans äldsta inventarium och är sammansatt av tre olika funtar från 1100-talet, 1200-talet och 1300-talet. Cuppan av kalksten är från 1300-talet, medan foten är en upp- och nedvänd cuppa från 1200-talet.
- Predikstolen är tillverkad av bildhuggaren Jonas Holmin och insatt 1757.

### Orgel
- 1848 byggde E A Setterquist en orgel med 7 stämmor, en manual och bihängd pedal.
- Den nuvarande orgeln byggdes 1906 av E. A. Setterquist & Son, Örebro. Orgeln är mekanisk/pneumatisk och har fasta kombinationer. Fasaden är från 1848 års orgel. 1952 omdisponerades orgeln av Marcussen & Søn, Aabenraa, Danmark.

| Manual        | Pedal      | Koppel  |
| Principal 8´  | Subbas 16´ | Man/Ped |
| Rörflöjt 8'   |            |         |
| Oktava 4'     |            |         |
| Flöjt 4'      |            |         |
| Oktava 2'     |            |         |
| Quinta 1 1⁄3' |            |         |
| Mixtur 4 kor  |            |         |

### Webbkällor
- Kulturhistorisk karakteristik Bro kyrka
- Wikimedia Commons har media som rör Bro kyrka, Västmanland.